# Bandera de Flandes
La bandera de Flandes, llamada Vlaamse Leeuw (León flamenco) o leeuwenvlag (Bandera del león), es la bandera de la Comunidad flamenca y la Región flamenca en Bélgica. La bandera fue adoptada oficialmente por el Consejo Cultural de la Comunidad Cultural Holandesa (Cultuurraad voor de Nederlandse Cultuurgemeenschap) en 1973, y más tarde, en 1985, por su sucesor, el Parlamento Flamenco.
La bandera de Flandes se describe como En campo de oro, un león rampante armado y lenguado de gules.

## Variantes
|  | El movimiento flamenco también utiliza esta variante de la bandera, sin garras rojas, la cual también se usa a menudo, principalmente por los flamencos que apoyan la independencia de Flandes con respecto a Bélgica. Es conocida como el strijdvlag (bandera de batalla). No es un símbolo oficial. También fue utilizado por los combatientes flamencos junto a las tropas nazis y de las SS, y como tal también se conoce como la bandera colaboracionista. En la actualidad es utilizada por movimientos de extrema derecha. |
|  | Bandera del departamento francés de Norte, del cual una parte (conocida como Flandes francés) fue históricamente parte del Condado de Flandes. |
|  | Bandera del Condado de Flandes (862 - 1795) |